# Popovitsa
Popovitsa (bulgariska: Поповица) är ett distrikt i Bulgarien. Det ligger i kommunen Obsjtina Sadovo och regionen Plovdiv, i den centrala delen av landet, 160 km öster om huvudstaden Sofia.
Trakten runt Popovitsa består till största delen av jordbruksmark. Runt Popovitsa är det ganska tätbefolkat, med 96 invånare per kvadratkilometer.